# Каљао
Каљао (шп. Callao, El Callao) је лучки град у Перуу на обали Тихог океана. По попису из 2005, град има 813.264 становника. Површина градског подручја је 146,98 km². 
Град Каљао се налази непосредно уз главни град Перуа, Лиму, са њом чини урбану целину, и може се сматрати њеном луком. Политички, ова два града имају одвојену администрацију. 

## Лука
Лука Каљао је значајна за рибарство и трговину Перуа. Кроз њу пролази 75% увоза и извоза земље. Највише се извози нафта, бакар, гвожђе, сребро, цинк, олово, памук, шећер и кафа.

## Историја
Каљао је 1537. основао шпански освајач Франсиско Пизаро. Ускоро је град постао центар шпанске трговине на Пацифику. 
Дана 28. октобра 1746. Каљао је погодио земљотрес и цунами који је убио 5000 људи. Само 200 становника града је преживело ову катастрофу. 
Прва железничка пруга Јужне Америке је пуштена у рад 1851. између Лиме и Каљаа. 
Истраживач Тор Хејердал је 28. априла 1947. из Каљаа испловио на своју експедицију бродом Кон-Тики.

## Партнерски градови
- Валпараисо
- Паита